# Iphigenia sahyadrica
Iphigenia sahyadrica là một loài thực vật có hoa trong họ Colchicaceae. Loài này được Ansari & R.S.Rao miêu tả khoa học đầu tiên năm 1978.